# Robert McAnally
Robert H. McAnally (Ashfield, 1882 – Brunswick Heads, 1959) was een Australisch componist en dirigent.

## Levensloop
McAnally is afkomstig uit een gezin van Ierse emigranten in Australië. Muzikaal is hij gevormd door het Leger des Heils. Hij was lid in het "Leichardt Corps" en al in jonge jaren was hij instructeur voor koperinstrumenten in de brassband van het Leger des Heils. Ook buiten de band gaf hij muziekles voor koperinstrumenten. Later werd hij kapitein in het Leger des Heil en tegelijkertijd werd hij dirigent van de Australian travelling Band. On zijn leiding verhoogde hij spoedig het muzikale peil van de brassband. McAnally was ook dirigent van meerdere andere blaasorkesten. Verder behoorde hij tot het bestuur van het muzikale hoofdkwartier van het Leger des Heil in Australië. Hij bewerkte in 1954 de Slavische dans nr. 1 van Antonín Dvořák voor brassband die ook tegenwoordig nog in Britse en Australische brassbands gespeeld wordt.
Als componist is hij vooral bekend door zijn werken voor brassbands, zijn bekendste mars is ongetwijfeld Spitfire.